# رودولفو رابانال
رافائيل أوسكار رابانال (15 يونيو 1940 - 2 نوفمبر 2020)، هو كاتب صحفي أرجنتيني، شغل مدير تحرير وكاتب عمود في مختلف وسائل الإعلام الأجنبية والأرجنتينية.